# The Infamous Mobb Deep
Albums de Mobb Deep
Black Cocaine
(2011)
Singles
1. Taking You off Here
Sortie : 31 janvier 2014
2. Say Something
Sortie : 12 mars 2014

The Infamous Mobb Deep est le huitième et dernier album studio du groupe de rap Mobb Deep, sorti en 2014.
Ce double album propose un disque de titres originaux, Mobb Deep, et un autre, The 1994 Infamous Sessions, d'inédits enregistrés lors de la production de leur second opus, The Infamous, publié en 1995. Ce projet était en développement depuis 2011 mais avait été interrompu en raison d'un conflit entre Havoc et Prodigy en 2012. Les deux rappeurs se sont réconciliés et, en 2013, ils sont partis en tournée pour célébrer le vingtième anniversaire de leur premier album, Juvenile Hell.
Les morceaux Conquer, Waterboarding et Get It Forever étaient par ailleurs présents sur l'EP Black Cocaine publié en 2011.
The Infamous Mobb Deep est produit par Havoc, Boi-1da, Illmind et The Alchemist, entre autres, et comprend des featurings de Nas, Snoop Dogg, The LOX, Busta Rhymes, Bun B, French Montana et Juicy J, notamment.

## Liste des titres
| 1.  | Taking You Off Here                                         | Havoc                                   | 3:23 |
| 2.  | Say Something                                               | Illmind                                 | 4:00 |
| 3.  | Get Down (featuring Snoop Dogg)                             | Havoc                                   | 4:24 |
| 4.  | Dirt                                                        | Illmind, Gabriel Lambirth, Karon Graham | 2:52 |
| 5.  | Timeless                                                    | Beat Butcha                             | 4:25 |
| 6.  | All A Dream (featuring The Lox)                             | Michael Uzowuru, Om'Mas Keith           | 5:06 |
| 7.  | Low (featuring Mack Wilds)                                  | Seven Thomas, Havoc, Boi-1da            | 3:27 |
| 8.  | Murdera                                                     | Illmind                                 | 3:25 |
| 9.  | Check the Credits                                           | Illmind                                 | 3:06 |
| 10. | Gimme All That                                              | Havoc                                   | 3:31 |
| 11. | Legendary (featuring Bun B & Juicy J)                       | Havoc, Boi-1da, The Maven Boys          | 4:01 |
| 12. | Lifetime                                                    | The Alchemist                           | 3:06 |
| 13. | My Block                                                    | Kaytranada                              | 2:07 |
| 14. | Henny (featuring French Montana, Mack Wilds & Busta Rhymes) | Havoc, Salaam Remi                      | 3:41 |
| 15. | Conquer                                                     | Havoc                                   | 3:22 |
| 16. | Waterboarding                                               | The Alchemist                           | 3:34 |
| 17. | Get It Forever (featuring Nas)                              | The Alchemist                           | 3:58 |

| 1.  | Eye for an Eye (featuring Nas, Raekwon & Ghostface Killah)           | Mobb Deep    | 6:48 |
| 2.  | Skit (featuring Raekwon & Nas)                                       | Mobb Deep    | 2:31 |
| 3.  | Get It In Blood (featuring Infamous Mobb)                            | Mobb Deep    | 5:33 |
| 4.  | Gimme the Goods (featuring Big Noyd)                                 | Mobb Deep    | 5:19 |
| 5.  | If It’s Alright (featuring Big Noyd)                                 | Mobb Deep    | 5:12 |
| 6.  | Mobb Deep 1995 (Skit)                                                | Mobb Deep    | 1:25 |
| 7.  | Survival of the Fittest (Extended Remix) (featuring Crystal Johnson) | Mobb Deep    | 5:15 |
| 8.  | Temperature’s Rising (Remix) (featuring Crystal Johnson)             | The Abstract | 5:19 |
| 9.  | The Bridge (featuring Big Noyd)                                      | Mobb Deep    | 5:35 |
| 10. | Skit (featuring Big Noyd)                                            | Mobb Deep    | 1:52 |
| 11. | The Money (featuring Killer Black & Karate Joe)                      | Mobb Deep    | 7:16 |
| 12. | The Money (Version 2)                                                | Mobb Deep    | 4:33 |
| 13. | We About to Get Hectic (featuring Twin Gambino)                      | Mobb Deep    | 4:47 |
| 14. | The Infamous                                                         | Mobb Deep    | 4:03 |

## Samples
- Taking You Off Here contient des samples de Cold Chillin’ de Sf Perkele et de Gde Najti Ljubov de Pojushhie Serdca[9].
- Say Something contient un sample de I'm Glad You're Mine d'Al Green.
- All A Dream contient des samples de Juicy de The Notorious B.I.G. et de April 27th de Hodgy Beats.
- Henny (Remix) contient un sample de Burn de Mobb Deep.
- Eye for an Eye contient un sample de I Wish You Were Here d'Al Green.
- Gimme All That contient un sample de Metamorfosi de Banco del Mutuo Soccorso.
- My Block contient un sample de Street Pictures d'Andy Clark.
- If It's Alright contient un sample de Winter in America de Gil Scott-Heron et Brian Jackson.
- Timeless contient un extrait du film The Black Godfather (1974).
- We About to Get Hectic contient un sample de The Payback de James Brown.
- The Money (Version 2) contient un sample de Funky Worm de The Ohio Players.

## Classements
| Classements (2014)                  | Meilleure position |
| ----------------------------------- | ------------------ |
| États-Unis (Billboard 200)          | 49                 |
| États-Unis (Top R&B/Hip-Hop Albums) | 10                 |